# Diarmait Mac Murchada
Diarmait Mac Murchada, anglicizovaně Dermot MacMurrough, Dermod MacMurrough nebo Dermot MacMorrogh (asi 1110 – 1. května 1171) byl gaelský král Leinsteru, jednoho z království ve středověkém Irsku (jež se nacházelo na části dnešní irské provincie Leinster). Jeho osud silně ovlivnil celoirské dějiny a přivedl do Irska Angličany a jejich nároky na vládu v Irsku.
Mac Murchada v Leinsteru vládl v letech 1126–1171. V roce 1167 byl sesazen velekrálem Irska (což byl titul, který některým osobnostem propůjčoval jistou autoritu nad všemi irskými královstvími) Ruaidrí Ua Conchobairem (anglicizovaně Rory O'Connorem). Důvodem sesazení bylo, že Mac Murchada v roce 1152 unesl manželku krále Breifne (jednoho z nejmenších irských království) Tighearnána Ua Ruairca (Tiernana O'Rourkeho). Mac Murchada se pak uchýlil do exilu v Anglii. Aby získal trůn zpět, požádal o pomoc anglického krále Jindřicha II. Ten mu vyjádřil podporu spíše slovní, a tak nakonec Mac Murchada přijal pomoc od normanského šlechtice Richarda de Clarea, druhého hraběte z Pembroke, zvaného Strongbow. Ten měl za pomoc dostat Mac Murchadovu nejstarší dceru Aoife za ženu a jejich děti pak měli mít nárok na trůn Leinsteru. Pembroke skutečně roku 1169 vyslal do Irska svá vojska. Mohutné armádě, v níž značnou roli sehrávali velšští lukostřelci, velel Raymond FitzGerald. Jeho vojska v rychlém sledu, mezi léty 1169 a 1170, dobyla Wexford, Waterford a Dublin, tedy území zdaleka nejen v Leinsteru. Mac Murchada zemřel v květnu 1171. Na trůn si činil nárok jeho syn Donal MacMurrough-Kavanagh i Pembroke. Aby trůn Pembroke uhájil, musel začít vyjednávat s anglickým králem Jindřichem. Pembrokova invaze do Irska byla sice v zásadě plněním králova úkolu, problém však byl, že Pembroke byl dlouhodobě rivalem krále Jindřicha a Jindřicha značně zneklidňovala moc, jíž jeho rival v Irsku získal. Nakonec uzavřeli kompromis – Pembroke si ponechá s Jindřichovou pomocí korunu v Leinsteru, odevzdá však Jindřichovi dobytá území Dublinu, Waterfordu a v jiných částech Irska. Gaelští i normanští pánové na jihu a východě Irska Jindřichovu vládu nakonec přijali, a tím vznikl historicky nesmírně závažný nárok anglické koruny na Irsko. Protože k němu vedla eskapáda krále Mac Murchady, byl později v Irsku často zván Diarmait na nGall, což by šlo přeložit jako "Diarmait cizinců", "Diarmat Cizinec" nebo volněji "Diarmat, král ve službách cizáků". Pro moderní irské nacionalisty se stal symbolem "národního zrádce".